# 1987-es magyar birkózóbajnokság
Az 1987-es magyar birkózóbajnokság a nyolcvanadik magyar bajnokság volt. A kötöttfogású bajnokságot július 11. és 12. között, a szabadfogású bajnokságot pedig július 9. és 10. között rendezték meg, mindkettőt Budapesten, a Körcsarnokban.

## Eredmények

### Férfi kötöttfogás
| Versenyszám | Arany                            | Arany | Ezüst                            | Ezüst | Bronz                              | Bronz |
| ----------- | -------------------------------- | ----- | -------------------------------- | ----- | ---------------------------------- | ----- |
| 48 kg       | Faragó József Bp. Honvéd         |       | Marosvölgyi János BVSC           |       | Cseri Attila Ferencvárosi TC       |       |
| 52 kg       | Vadász Csaba Dunaújvárosi Kohász |       | Bönde Szilveszter Szegedi VSE    |       | Visnyei Attila BVSC                |       |
| 57 kg       | Simita Imre Ferencvárosi TC      |       | Ivancsics Géza Bp. Spartacus     |       | Tekes Tibor Ferencvárosi TC        |       |
| 62 kg       | Bódi Jenő Ganz-MÁVAG VSE         |       | Sipos Árpád Vasas SC             |       | Ubrankovics Zoltán Bp. Honvéd      |       |
| 68 kg       | Repka Attila Diósgyőri VTK       |       | Forgó György Ganz-MÁVAG VSE      |       | Scharfenberger Csaba Újpesti Dózsa |       |
| 74 kg       | Podolszki Tibor Bp. Honvéd       |       | Kun Attila Ganz-MÁVAG VSE        |       | Rizmajer József Vasas SC           |       |
| 82 kg       | Komáromi Tibor Ferencvárosi TC   |       | Szívós Tibor Csepel SC           |       | Ignácz Zoltán Kecskeméti SC        |       |
| 90 kg       | Major Sándor Újpesti Dózsa       |       | Király Csaba Szegedi VSE         |       | Herczeg Lajos Bp. Spartacus        |       |
| 100 kg      | Gáspár Tamás Vasas SC            |       | Kovács Tibor Dunaújvárosi Kohász |       | Takács Ferenc BVSC                 |       |
| 130 kg      | Kékes György Ferencvárosi TC     |       | Tóth László Újpesti Dózsa        |       | Kovács József Dunaújvárosi Kohász  |       |

### Férfi szabadfogás
| Versenyszám | Arany                        | Arany | Ezüst                             | Ezüst | Bronz                        | Bronz |
| ----------- | ---------------------------- | ----- | --------------------------------- | ----- | ---------------------------- | ----- |
| 48 kg       | Marosvölgyi János BVSC       |       | Horváth László Bp. Honvéd         |       | Horváth György Csepel SC     |       |
| 52 kg       | Bíró László Ferencvárosi TC  |       | Szabó Lajos Haladás VSE           |       | Pillik József Csepel SC      |       |
| 57 kg       | Szalontai Imre Diósgyőri VTK |       | Tihanics Tibor Kecskeméti SC      |       | Kovács Béla Ceglédi VSE      |       |
| 62 kg       | Orbán József Csepel SC       |       | Márkus Rudolf Ferencvárosi TC     |       | Ferencz Miklós Diósgyőri VTK |       |
| 68 kg       | Repka Attila Diósgyőri VTK   |       | Berecz Sándor Bp. Honvéd          |       | Podolszki Attila Bp. Honvéd  |       |
| 74 kg       | Gulyás István Csepel SC      |       | Dobozi Lajos Csepel SC            |       | Nagy János Ferencvárosi TC   |       |
| 82 kg       | Dvorák László BVSC           |       | Ignácz Zoltán Kecskeméti SC       |       | Märtz József Csepel SC       |       |
| 90 kg       | Tóth Gábor Csepel SC         |       | Molnár Géza Bp. Honvéd            |       | Lévai László Ferencvárosi TC |       |
| 100 kg      | Robotka István Csepel SC     |       | Kiss Sándor Ferencvárosi TC       |       | Tóth Tamás Csepel Autó VSE   |       |
| 130 kg      | Klauz László Csepel SC       |       | Kovács József Dunaújvárosi Kohász |       | Hajdú Ferenc Ferencvárosi TC |       |